# Palnatoke

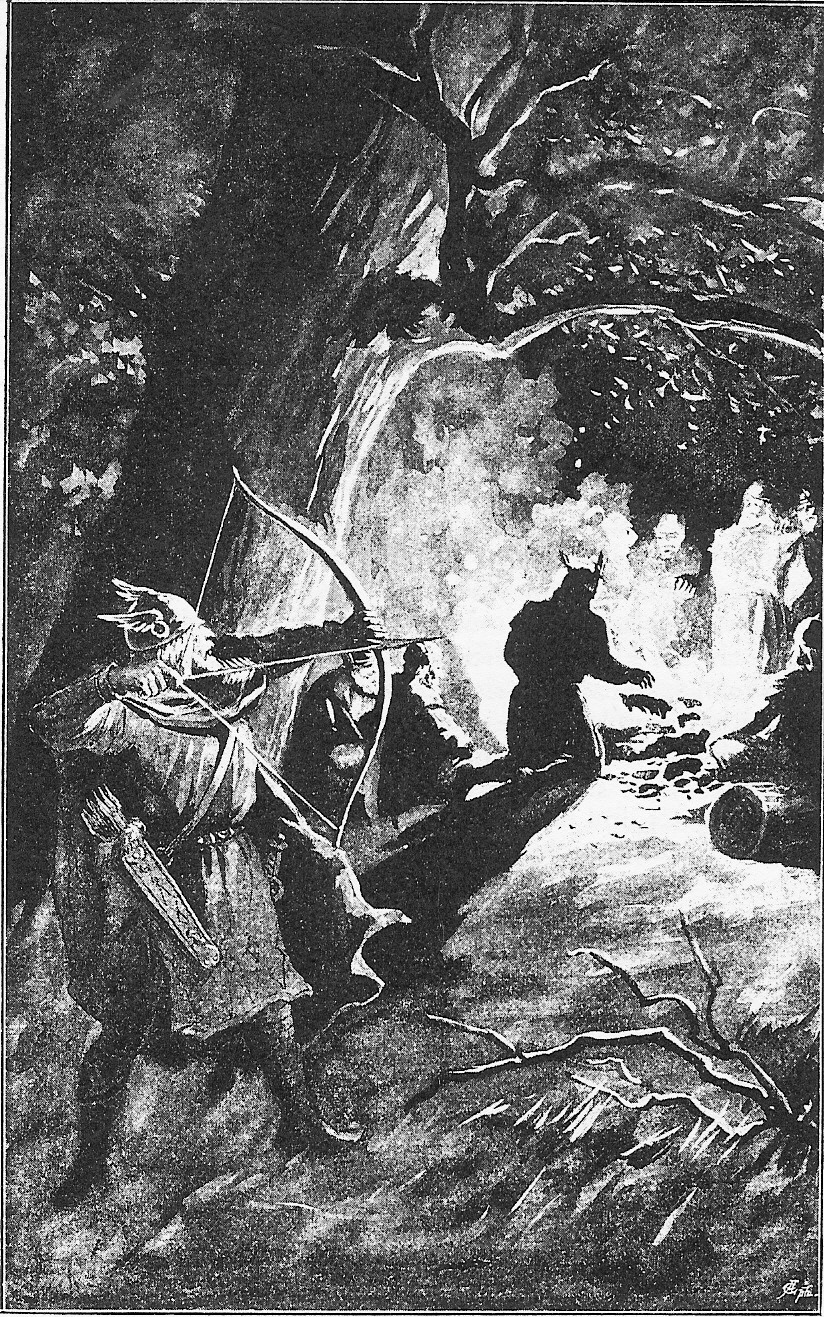
Palnatoki si prepara a uccidere il re Harald Bluetooth di Jenny Nyström (1895).

Palnatoke o Palnatoki, a volte scritto come Palna-Toki o Palna Toki (in lingua norrena Pálnatóki o Pálna-Tóki ) era un leggendario eroe geato (o dani), a capo dell'isola di Fyn. Secondo la saga di Jómsvíkinga, Palnatoki fondò la fratellanza dei Vichinghi di Jomsborg e stabilì le sue leggi.

## Saga dei Vichinghi di Jomsborg
Secondo la saga dei Jómsvíkinga, era il figlio di Palner Tokesen e di sua moglie Ingeborg, figlia del conte dei Geati Ottar Jarl. Palnatoke allevò il figlio del re Harald Bluetooth, Sweyn Forkbeard, e fu un convinto sostenitore della vecchia fede pagana. Harald Bluetooth aveva autorizzato i missionari cristiani dell'arcivescovo di Amburgo-Brema in Danimarca e il re stesso fu battezzato tra il 960 e il 965. Palnatoke convinse Sweyn a fare la guerra a suo padre. A metà degli anni '80, Sweyn si ribellò a suo padre e prese il trono. Harald fu portato in esilio e morì poco dopo. Secondo alcuni resoconti, lo stesso Palnatoki uccise Harald. Oltre al movente religioso, potrebbe essersi vendicato della morte di suo nonno, Jarl Ottar, che fu ucciso quando Harald invase Götaland.

## Altre fonti
Saxo Grammaticus racconta come Palnatoke (Toko) fu costretto dal re Harald a usare una sola freccia per sparare una mela dalla testa di suo figlio mentre il ragazzo correva in discesa. Il leggendario motivo ricorrente del grande arciere costretto a sparare una mela dalla testa di suo figlio appare nelle altre tradizioni germaniche, come la storia di Egil nella Þiðrekssaga, William di Cloudesley in una ballata inglese, Hemming Wolf in Holstein, Puncher in una leggenda dell'Alto Reno nel Malleus Maleficarum e, notoriamente, Guglielmo Tell in Svizzera.

## Nella letteratura moderna
Palnatoki fu oggetto di opere di due autorevoli scrittori danesi dei primi anni del diciannovesimo secolo. Adam Gottlob Oehlenschläger scrisse una tragedia chiamata Palnatoke nel 1809. N.F.S. Grundtvig scrisse un racconto chiamato Palnatoke nel 1804, e tra 1809 e il 1811 un'opera in due volumi di drammi poetici, Optrin af Kæmpelivets Undergang i Nord ("Episodio della caduta della vita combattente nel Nord"), che tratta di Palnatoki e Sigfrido e fu inteso come parte di un'enorme opera poetica progettata per comprendere episodi storici drammatizzati e rinarrazioni di saghe che si estendevano per un migliaio di anni dalla venuta di Odino e del paganesimo norreno"l in Scandinavia attraverso le leggende dei Völsung e dei Nibelunghi fino alla caduta di Jomsborg con la morte di Palnetoki e la vittoria del cristianesimo.

## Etimologia
Il nome è stato interpretato in due modi diversi. Il primo è un alternativo patronimico norreno che significa " Tóki (figlio) di Palni (o Palnir)". L'altro è come soprannome che significa "Toki l'Arciere".